# 黑斑原鮡
黑斑原鮡（学名：Glyptosternum maculatum）为輻鰭魚綱鯰形目鮡科原鮡属的一种鱼类。在中国，分布于雅鲁藏布江水系等，體長可達32公分，常生活于于急流水中的石下和隙间。该物种的模式产地在拉萨。